# 1986年朝鮮民主主義人民共和國最高人民會議選舉
朝鮮民主主義人民共和國第八屆最高人民會議選舉在1986年11月2日舉行，以直選的方式決出655個最高人民會議的席位誰屬。與過去相同，本屆選舉的所有選區均只有一名參選人，而且他們全由執政黨朝鮮勞動黨在事前挑選。故此，朝鮮勞動黨足以控制整個的最高人民會議。本屆選舉原來是在1987年舉行，但被提前一年，原因不明。此外，本屆的投票率、參選人當選率和各黨所得票數也從缺，僅知朝鮮勞動黨為最大黨。朝鮮社會民主黨和天道教青友黨繼續成為第二大和第三大黨。

## 資料來源
1. ↑  Nohlen, D, Grotz, F & Hartmann, C (2001) Elections in Asia and the Pacific: A Data Handbook: South East Asia, East Asia, and the Pacific Volume 2, p404 ISBN 0-19-924959-8
2. ↑  Nohlen, D, Grotz, F & Hartmann, C (2001) Elections in Asia and the Pacific: A Data Handbook: South East Asia, East Asia, and the Pacific Volume 2, p403 ISBN 0-19-924959-8